# Tcsh
TENEX C Shell або tcsh — одна з командних оболонок UNIX, створена Кеном Грігом.
Основною інновацією при створенні оболонки стала одна з найбільш затребуваних сьогодні можливостей — автодоповнення шляхів і команд. Саме ця особливість зробила оболонку TENEX привабливою і, як наслідок, стала головною причиною його популярності.
Деякі можливості:
- Редагування командного рядка з підтримкою стилів vi і emacs;
- Програмоване автодоповнення (шелл можна налаштувати так, щоб після натискання «Tab» доповнювали не тільки імена команд та шляхи, але й, наприклад, підтримувані командою прапори);
- Перевірка правопису імен файлів, команд і змінних;
- Розширений механізм навігації по каталогах (команди pushd, popd, dirs);
- Періодичні події (наприклад, відкладені в часі виконання команди або вилоговування користувача після закінчення тайм-ауту);
- Можливість вказівки в програмах різної корисної інформації (поточний каталог, час, дата).